# 食品營養
食品營養在食品科學學門中為一重要的主流學科，其主要內容涵蓋營養學、膳食療養學（或稱疾病營養學、臨床營養學）、生命期營養、營養生物化學或營養化學、公共衛生營養學及營養評估等學科。